# Бохумил Паник
Бохумил Паник (на чешки: Bohumil Páník) е чешки футболен треньор, настоящ старши треньор на Фастав Злин. Преди това е бил треньор още на Сигма Оломоуц, Баник Острава и полските Лех Познан, Медж Легница и Погон Шчечин.

## Успехи

### Като треньор
Фастав Злин
- Носител на Купата на Чехия (1): 2016/17